# Chuck E. Cheese
Chuck E. Cheese (voorheen bekend als Chuck E. Cheese's Pizza Time Theatre, Chuck E. Cheese's Pizza en Chuck E. Cheese's) is een keten van Amerikaanse familie-entertainmentcentra en restaurants, opgericht in 1977 door Atari's mede-oprichter Nolan Bushnell. Het hoofdkantoor is gevestigd in Irving, Texas, en elke locatie biedt arcadespellen, kermisattracties en muziekshows, naast het serveren van pizza en andere etenswaren. Voormalige trekpleisters waren onder meer ballenbakken, kruipbuizen en animatronic-shows. De naam van de keten is ontleend aan de hoofdpersoon en mascotte, Chuck E. Cheese.
De eerste locatie werd geopend als Chuck E. Cheese's Pizza Time Theatre in San Jose, Californië. Het was het eerste familierestaurant dat eten integreerde met arcadespellen en geanimeerd entertainment, en was daarmee een van de pioniers van het concept van het "familie-entertainmentcentrum".
Na de faillissementsaanvraag in 1984 werd de keten in 1985 overgenomen door Brock Hotel Corporation, het moederbedrijf van concurrent ShowBiz Pizza Place. Door de fusie ontstond een nieuw moederbedrijf, ShowBiz Pizza Time, Inc., dat in 1990 begon met het verenigen van de twee merken en elke locatie hernoemde tot Chuck E. Cheese's Pizza. Het werd later ingekort tot Chuck E. Cheese's in 1994 en Chuck E. Cheese in 2019. Het moederbedrijf ShowBiz Pizza Time werd in 1998 hernoemd naar CEC Entertainment.